# Lisa Oldenhof
Lisa Oldenhof (Perth, 26 marzo 1980) è una canoista australiana, vincitrice della medaglia di bronzo ai Giochi olimpici di Pechino 2008 nel K4 500 m.

## Palmarès
- Olimpiadi

Pechino 2008: bronzo nel K4 500 m.